# 国道105号

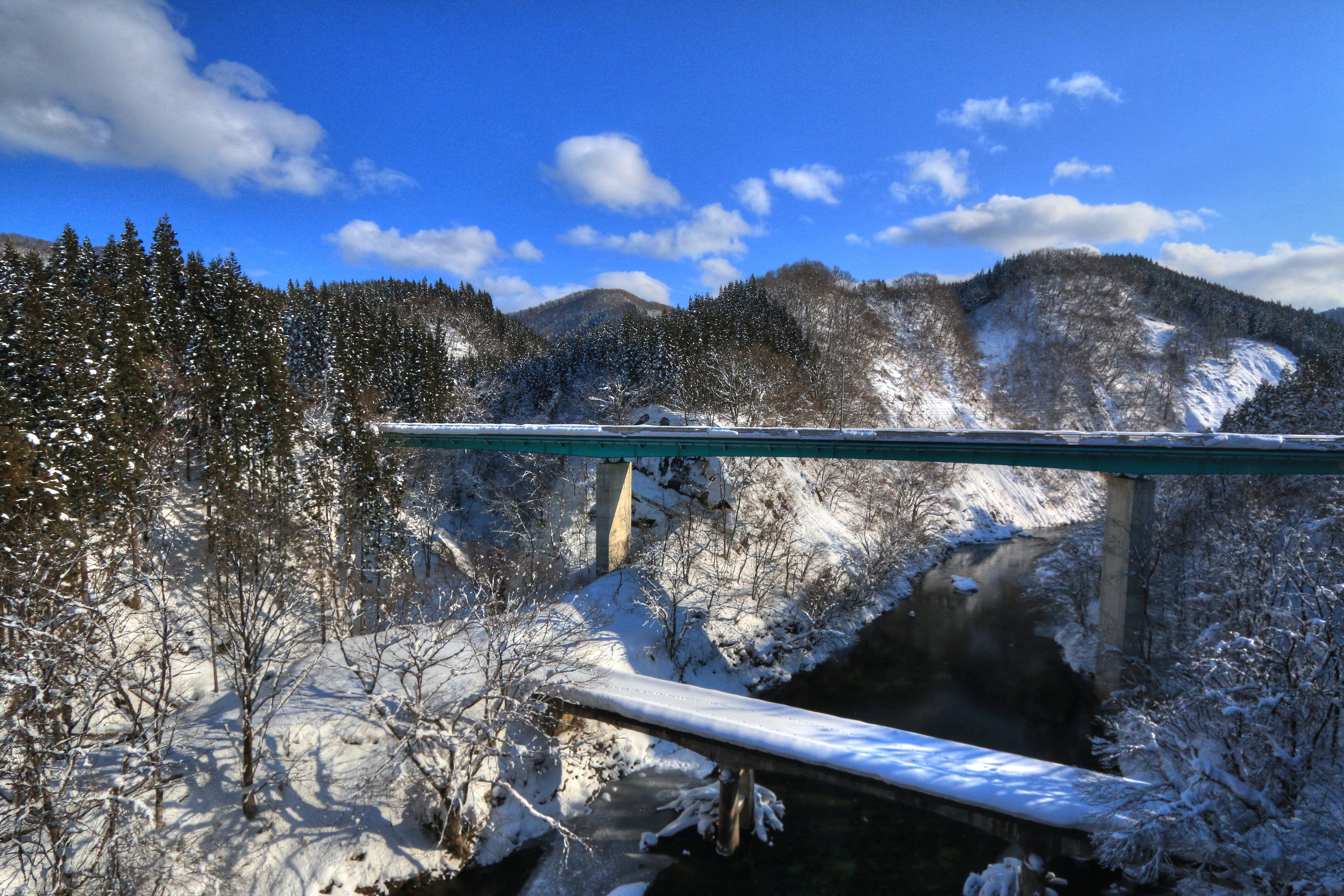
阿仁川に架かる萱草大橋と旧国道の萱草橋

国道105号（こくどう105ごう）は、秋田県由利本荘市から大仙市を経由して、北秋田市に至る一般国道である。角館・鷹巣間の街道愛称は「秋田マタギロード」。

## 概要

### 路線データ
一般国道の路線を指定する政令に基づく起終点および重要な経過地は次のとおり。
- 起点：本荘市[注釈 2]（水林交差点 = 国道7号交点、国道107号・国道108号・国道341号・国道398号終点）
- 終点：秋田県北秋田郡鷹巣町[注釈 3]（大堤交差点 = 国道7号交点）
- 重要な経過地：秋田県由利郡大内町[注釈 2]、大曲市[注釈 4]、同県仙北郡田沢湖町[注釈 5]、同県北秋田郡森吉町[注釈 3]
- 総延長 : 179.2 km[2][注釈 6]
- 重用延長 : なしkm[2][注釈 6]
- 未供用延長 : なし[2][注釈 6]
- 実延長 : 179.2 km[2][注釈 6]
  - 現道 : 172.3 km[2][注釈 6]
  - 旧道 : なし[2][注釈 6]
  - 新道 : 6.9 km[2][注釈 6]
- 指定区間：なし[3]

## 歴史
現行の道路法（昭和27年法律第180号）に基づく二級国道として初回指定された1953年（昭和28年）では、秋田盛岡線として指定されていた。1963年（昭和38年）に一級国道46号への昇格に伴って欠番となり、同日新たに指定された大曲大館線に採番された。

### 年表
- 1963年（昭和38年）4月1日 - 二級国道105号大曲大館線（大曲市[注釈 4] - 大館市）として指定施行[4]。
- 1965年（昭和40年）4月1日 - 道路法改正により一級・二級区分が廃止され、一般国道105号として指定施行[1]。
- 1970年（昭和45年）4月1日 - 起点側を延伸し、一般国道105号（本荘市[注釈 2] - 秋田県北秋田郡鷹巣町[注釈 3]）として指定施行[5]。
- 1992年（平成4年）10月27日 - 鷹巣バイパスが全線供用開始する[6]。
- 1993年（平成5年）3月5日 - 鷹巣バイパスに並行する旧道が国道の指定を解除される[7]。
- 2015年（平成27年）4月1日 - 仙北市城廻交差点 - 本町交差点間の国道46号指定解除に伴い、国道341号との重複区間へ変更。

## 路線状況

### バイパス
- 本荘大曲道路（地域高規格道路）
  - 岩谷道路
  - 大曲西道路

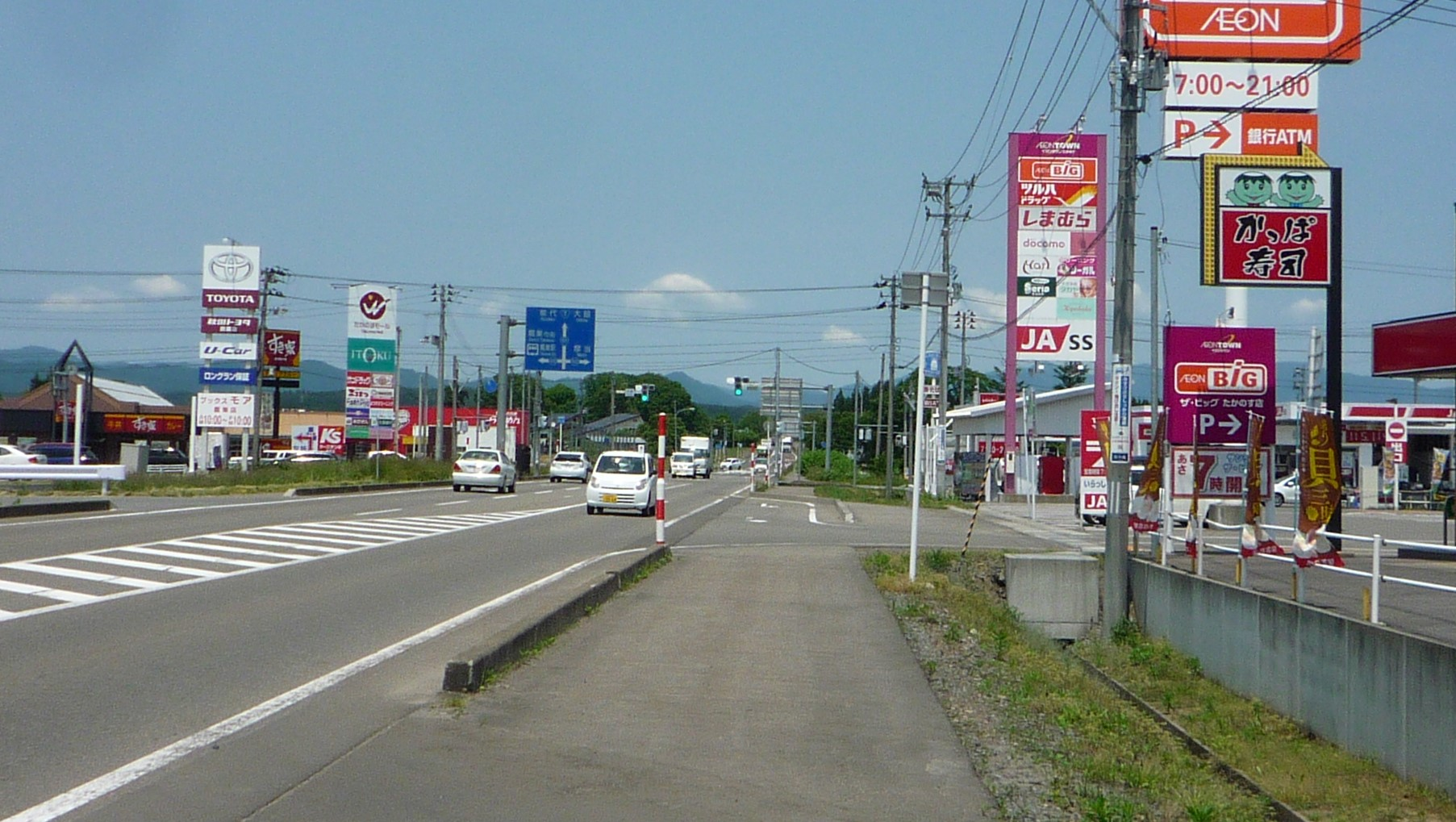
鷹巣バイパス 中綱交差点付近
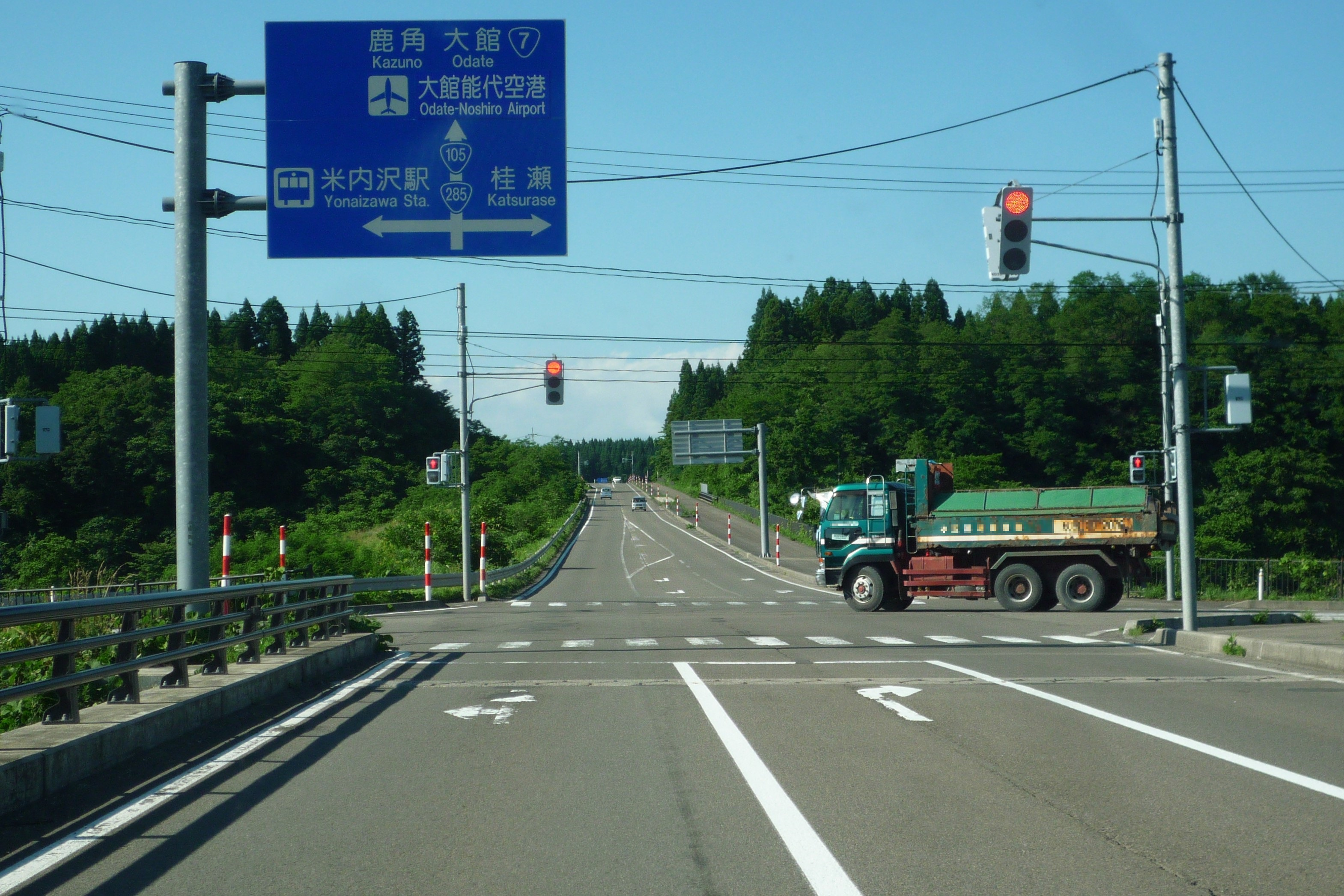
横岩バイパス
- 米内沢バイパス
- 鷹巣バイパス
- 大曲鷹巣道路（地域高規格道路・候補路線[8][9]）

- 鷹巣バイパス
 中綱交差点付近
- 米内沢バイパス

### 重複区間

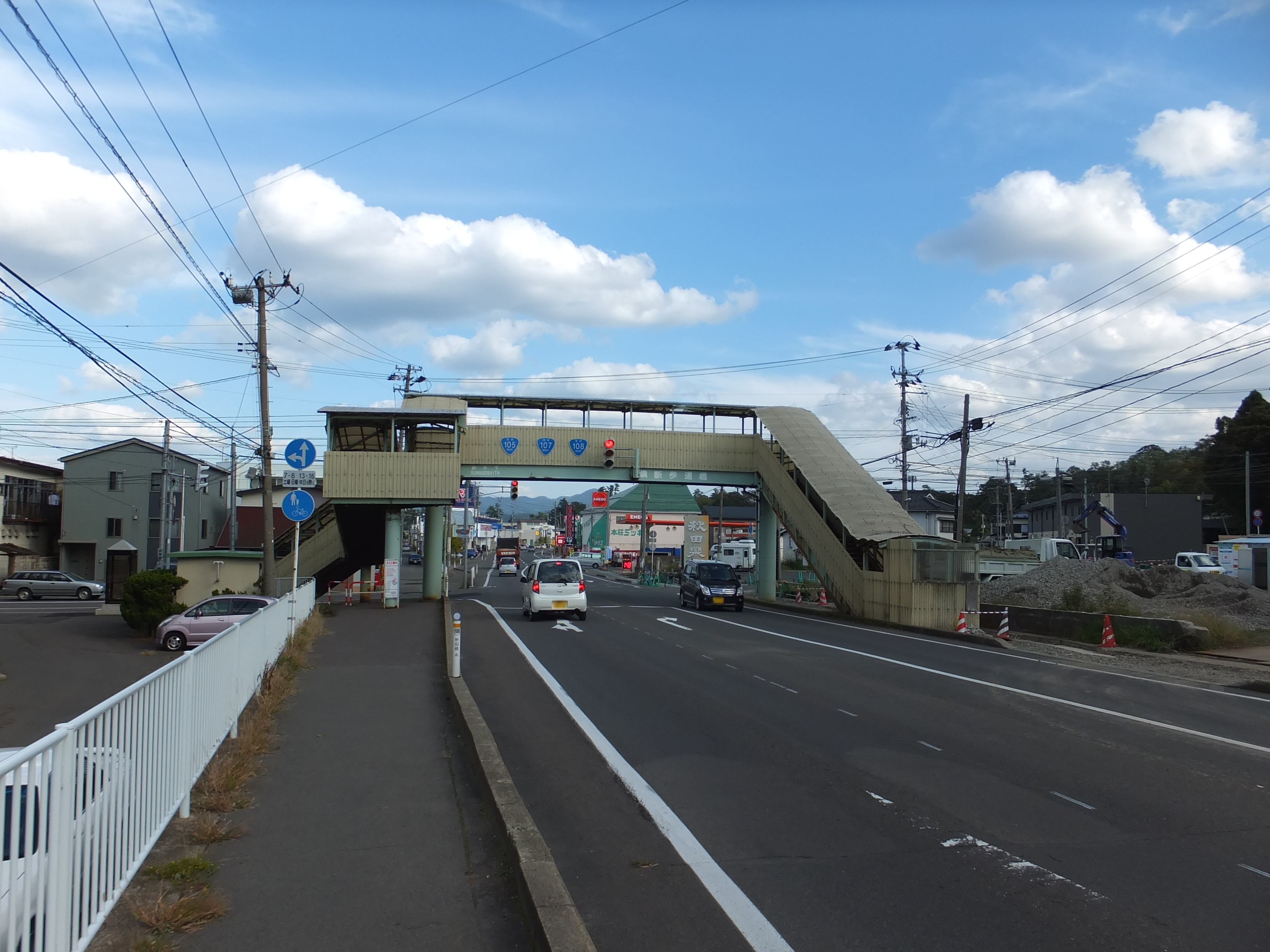
由利本荘市砂子下交差点。起点から二番堰交差点までの約2 kmは3本の国道の重複区間である。

- 国道108号（起点 - 由利本荘市・二番堰交差点）
- 国道107号・国道398号（起点 - 由利本荘市・一番堰交差点）
- 国道341号（仙北市・城廻交差点 - 仙北市・本町交差点）
- 国道285号（北秋田市米内沢諏訪岱 - 北秋田市中屋敷・小森交差点）

### 道路施設

#### 道の駅
- おおうち（由利本荘市）
- なかせん（大仙市）
- あに（北秋田市）

## 地理

### 通過する自治体
- 秋田県
  - 由利本荘市 - 大仙市 - 仙北市 - 北秋田市

### 交差する道路
- 国道7号・国道341号（由利本荘市水林・水林交差点、起点）
- 国道108号（由利本荘市・二番堰交差点）
- 国道107号・国道398号（由利本荘市・一番堰交差点）
- 大内IC - 岩谷道路（日本海東北自動車道・大内JCT）北緯39度26分40.8秒 東経140度4分36.5秒
- 秋田県道69号本荘岩城線・岩城方面（由利本荘市岩谷麓）
- 秋田県道69号本荘岩城線・羽後岩谷駅方面（由利本荘市大内三川）
- 秋田県道9号秋田雄和本荘線・秋田県道10号本荘西仙北角館線（由利本荘市徳沢大川原野、徳沢交差点）北緯39度26分24.26秒 東経140度8分3.89秒
- 秋田県道29号横手大森大内線（由利本荘市新田字板橋）
- 秋田県道315号西仙北南外線（大仙市、出羽グリーンロード）
- 秋田県道30号神岡南外東由利線（大仙市金屋、出羽グリーンロード）
- 大曲IC - 秋田自動車道（大仙市内小友字下伊岡、大曲IC入口交差点）北緯39度25分46.5秒 東経140度25分47.1秒
- 秋田県道36号大曲大森羽後線（=重複秋田県道71号大曲横手線）（大仙市大曲余目）
- 大曲西道路
- 秋田県道36号大曲大森羽後線（大仙市若竹町・大仙市花館字葛野、富士見町交差点）
- 秋田県道50号大曲田沢湖線（=重複秋田県道305号千畑大曲線）（大仙市大曲佐野町、佐野町交差点）
- 国道13号（=重複秋田県道12号花巻大曲線）（大仙市花館葛野）北緯39度28分29.82秒 東経140度28分33.73秒
- 秋田県道261号国見大曲線（大仙市四ツ屋字上前村）
- 秋田県道67号四ツ屋神岡線（大仙市四ツ屋字水木田）
- 秋田県道256号土川中仙線（大仙市長野字高畑、道の駅「なかせん」前交差点）
- 秋田県道306号豊岡長野線（大仙市長野字北長野）
- 秋田県道11号角館六郷線（大仙市下鶯野）
- 秋田県道258号白岩角館線（仙北市角館町下菅沢）
- 秋田県道250号日三市角館線（仙北市角館町）
- 国道341号（仙北市田沢湖小松本町・本町交差点）北緯39度36分34.6秒 東経140度34分13.25秒
- 国道46号 角館バイパス（仙北市田沢湖小松）
- 秋田県道60号田沢湖畔線（仙北市西木町西明寺字松木）
- 秋田県道38号田沢湖西木線（仙北市西木町桧木内字相内）
- 国道285号（北秋田市米内沢字諏訪岱、諏訪岱交差点）北緯40度7分11.02秒 東経140度22分43.32秒
- 国道285号・秋田県道324号大館能代空港東線（北秋田市中屋敷・小森交差点）北緯40度11分17.56秒 東経140度24分2.13秒
- 鷹巣IC-鷹巣大館道路（北秋田市脇神高森下岱・鷹巣IC入口交差点）
- 秋田県道102号大館鷹巣線（北秋田市栄・中綱交差点）
- 国道7号（北秋田市・綴子字大堤、終点）

### 峠

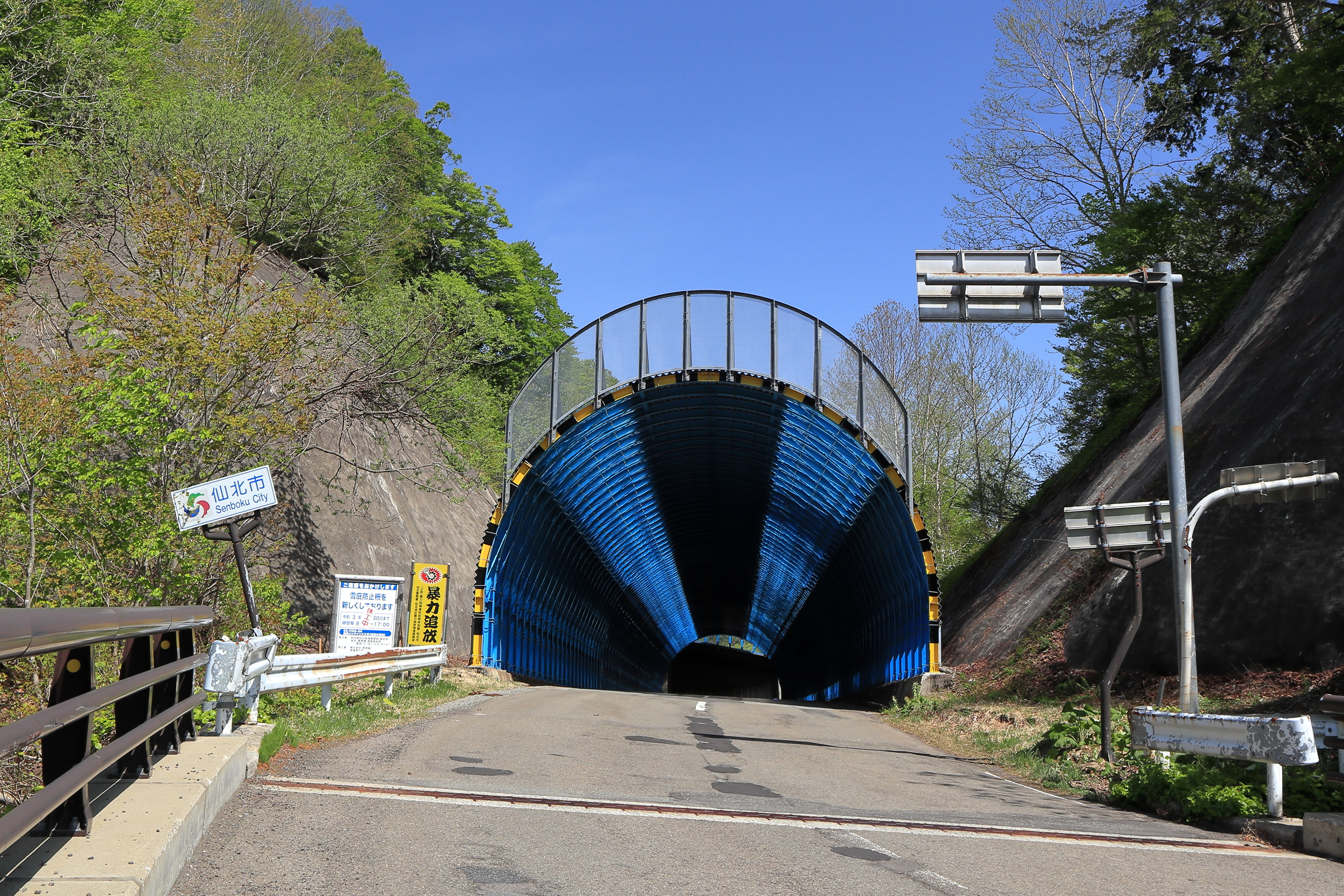
大覚野峠

- 矢立峠（由利本荘市 - 大仙市）
- 矢向峠（大仙市南外）
- 草峠（仙北市西木町桧木内）
- 大覚野峠（仙北市 - 北秋田市）

## ギャラリー

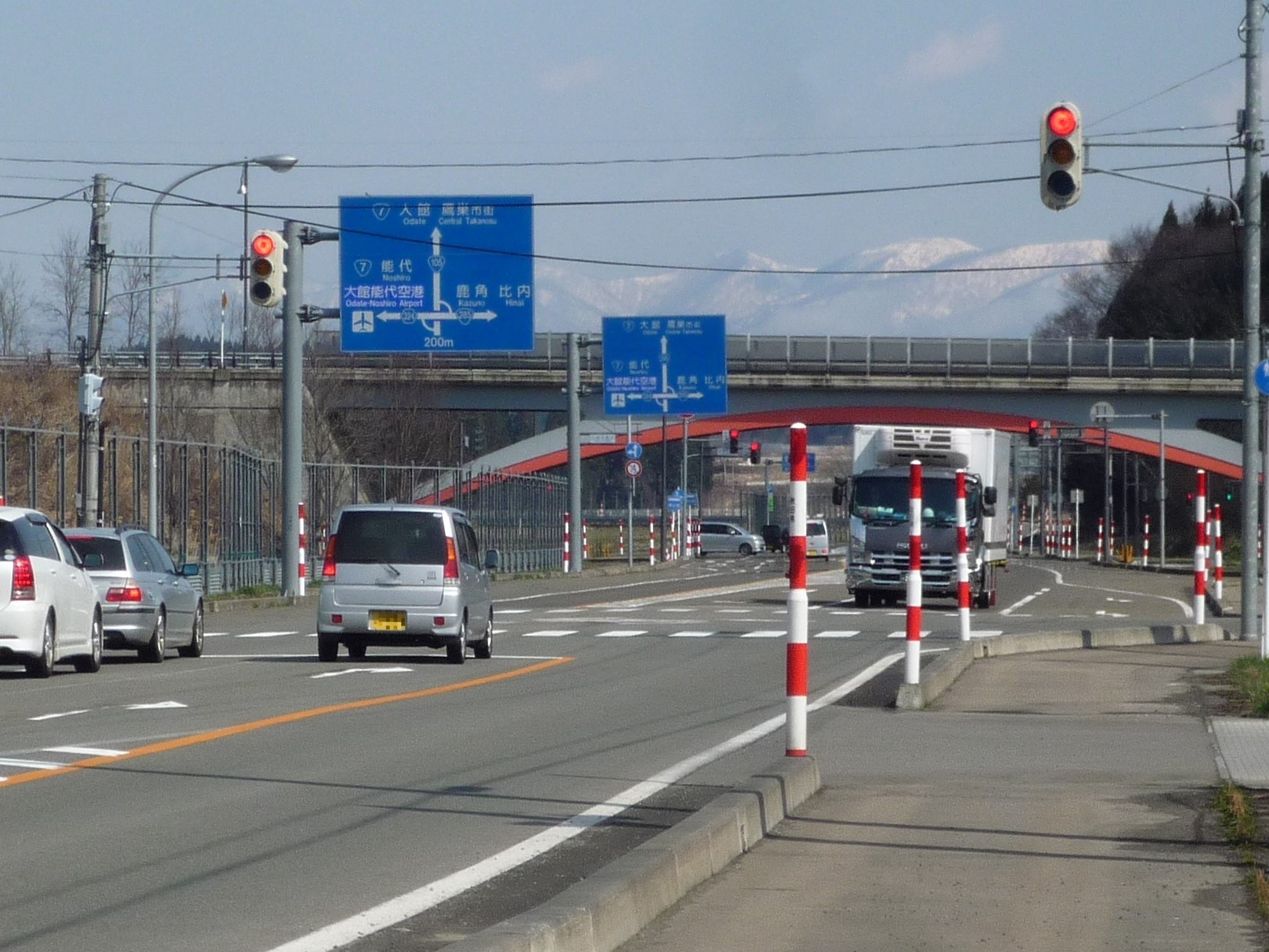
北秋田市 小森交差点付近
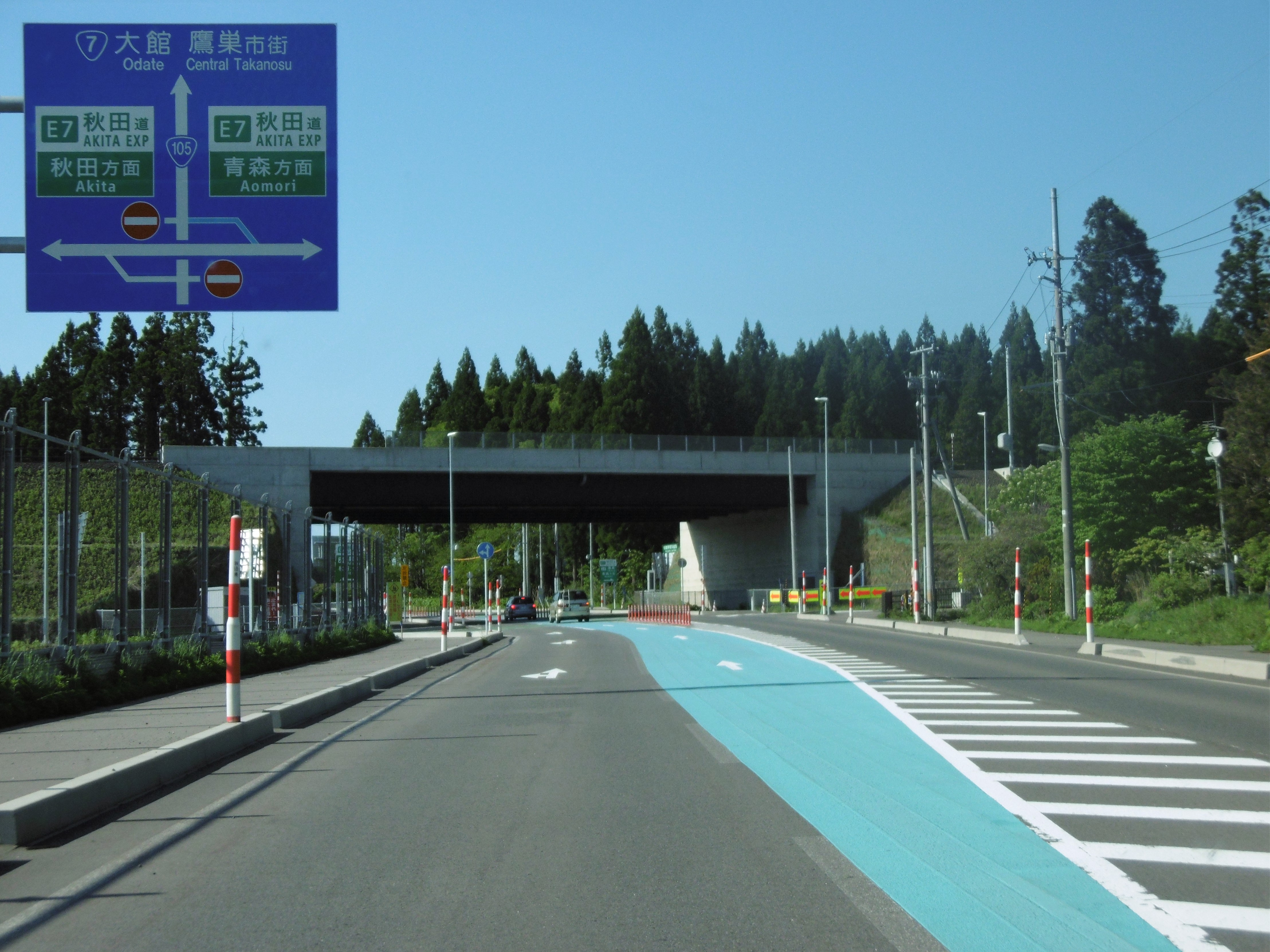
秋田自動車道 鷹巣IC付近